# Открытая наука
Открытая наука — собирательный термин для обозначения различных движений, деятельность которых направлена на устранение барьеров в обмене и производстве научных знаний. К ним относят движения за открытый доступ, открытые данные, открытое программное обеспечение, открытую кооперацию между учёными, открытый процесс рецензирования, краудфандинг и другое. В начале 2000-х годов для обозначения влияния интернета на производство и распространение научного знания широко использовались термины Science 2.0 и e-Science. Однако с 2014 года понятие «Открытая наука» стало общепринятым. В этот год Европейская комиссия организовала опрос и общественные консультации с 500 респондентами, большинство из которых проголосовали за использование понятия «Открытая наука» вместо «Science 2.0».
Движение за принципы открытой науки начало формироваться в конце 1980-х — начале 1990-х годов в ответ на монополизацию рынка научных публикаций, повлёкшее неравенство в доступе к научному знанию. В 2002—2003 годах были приняты три основополагающие декларации, которые определили цели и пути достижения открытого доступа к публикациям — Будапештская инициатива открытого доступа, Бетесдское заявление об открытом доступе к публикациям и Берлинская декларация об открытом доступе к знаниям в области естественных и гуманитарных наук. Впоследствии появились институты и аналитические центры, деятельность которых была полностью посвящена внедрению принципов открытой науки — Ronin Institute, Центр открытой науки, openscienceASAP, Институт открытых данных в Великобритании, Patient-Centered Outcomes Research Institute, а также Фонд Лауры и Джона Арнольдов.
С 2006 года концепции развития Европейского союза основываются на принципах открытой науки. Например, 8-я рамочная программа по развитию научных исследований и технологий или «Горизонт 2020» обязует все финансируемые Европейским союзом исследования публиковаться в открытом доступе. Движение оказало значительное влияние и на публикационный процесс. По состоянию на январь 2021 года, в Каталоге журналов открытого доступа зарегистрировано 15 825 журналов. Также появился новый формат научных публикаций — пререгистрированные исследования. Он предусматривает рецензирование исследований на этапе планирования экспериментов, протоколы высокого качества принимаются к публикации в предварительном порядке.

### Определение
Научная деятельность осуществляется через сбор, анализ, публикацию, критику и повторное использование данных. Сторонники принципов открытой науки указывают на ряд препятствий, которые затрудняют или исключают широкое распространение научных данных. К таким препятствиям относятся высокие финансовые барьеры, с которыми связана публикация в престижных научных журналах и издательствах; налагаемые издателями ограничения на перепечатку и распространение работ; плохое форматирование данных или проприетарного программного обеспечения, затрудняющего дальнейшее использование данных; опасения о том, как информация может быть использована в дальнейшем.
В начале 2000-х годов для обозначения изменений в производстве знания, связанных с появлением интернет-технологий, использовался термин «Science 2.0». Концептуальная разница между понятиями «Science 2.0» и «Открытая наука» заключается в том, что «Открытая наука» подразумевает определение нормативных требований для «открытия» науки, в том числе открытый доступ к исследовательским данным и публикациям. В это же время Science 2.0 употребляется по отношению к роли интерактивных веб-технологий для развития научной деятельности. Таким образом, «Открытая наука» не обязательно подразумевает использование интернет-ресурсов, в то время как «Science 2.0» не обязательно является «открытой».

## Предыстория

### Становление журнальной системы
До начала научной революции раннего нового времени учёные не стремились делать свои открытия достоянием общественности. Для этого было две основных причины — отсутствие возможной финансовой выгоды и невозможность доказать первенство открытия. Примером служат споры Галилео Галилея и Бальдассаре Капра об авторстве изобретения военного компаса. Поэтому исследователи стремились сначала превратить открытие в источник прибыли, чтобы иметь моральное право претендовать на его использование, и лишь затем сделать его достоянием общественности. По этой причине учёные, в том числе Галилео, Иоганн Кеплер, Исаак Ньютон, Христиан Гюйгенс, Роберт Гук, использовали анаграммы для сокрытия гипотезы до её окончательной проверки, что позволяло утвердить авторство на открытие только тогда, когда открытие будет подтверждено.
Начиная с середины XVII века патроны начали активнее спонсировать научные проекты, что приводило к соответствующей популяризации исследовательских открытий. Стимулом для изменений послужил престиж, который покровители получали в случае, если спонсируемые ими исследования получали широкую огласку, как это произошло с семьей Медичи и открытиями Галилео. Однако постепенно система индивидуального покровительства теряла эффективность — общество нуждалось в решении куда более масштабных проблем, чем те, что могли заинтересовать даже самых просвещённых меценатов. Кроме того, даже самые богатые меценаты не могли обеспечить постоянное финансирование исследования фундаментальных проблем, требующих глубокого изучения, поскольку их собственная карьера была нестабильна. Так возникли академии — группы учёных, получавших совместное финансирование из различных источников. Стали появляться первые научные организации и ассоциации, такие как Парижская академия наук и Королевское общество в Лондоне. В период между 1660-ми и 1793 годом правительства разных стран официально признали 70 других научных организаций, сформированных по образцу двух первых.
В 1665 году были основаны первые научные журналы — Philosophical Transactions of the Royal Society и Journal des savants. В них исследователи издавали свои статьи и опровержения других работ, вступали в дискуссии. Публикации в журналах приносили учёным общественное признание, сопряжённое с финансовой выгодой, а также служили критерием отбора для принятия на работу в университеты. Вскоре журнальная система была принята повсеместно — с 1699 по 1790-й год количество научных журналов увеличилось с 30 до 1052. В середине XIX века в научных журналах была введена система рецензирования для контроля качества публикуемых статей. Печать выпусков была достаточно дорогостоящей, и редакции журналов хотели убедиться, что публикуемые работы стоят потраченных на них чернил. В начале XX века в мире насчитывалось около 10 тысяч научных журналов, а к концу века их количество увеличилось до нескольких сотен тысяч.

### Сотрудничество между профессиональными учёными
Начиная с конца XVIII — начала XIX в. многочисленные академии убеждали учёных в университетах, получавших финансирование из публичных фондов, участвовать в совместных исследованиях, в том числе таких, право собственности на которых оставалось за организаторами исследовательского процесса. Ряд продуктов исследований были коммерчески прибыльными, в связи с чем исследовательские учреждения оставляли информацию о них закрытой; это временами сдерживало прогресс знания, так как их публикация могла бы способствовать продвижению исследований в других институтах.

### Характеристика проблемы
Журнальная система привела к неравному доступу к научному знанию и монополизации рынка тремя крупнейшими издательствами — Elsevier, Springer Publishing и Wiley-Blackwell. Только за 2008 год прибыль Elsevier составила 724 млн фунта стерлингов (или 36 %) от 2 млрд выручки. Десять лет спустя издательство показывало столь же высокую рентабельность. Согласно финансовым отчётам за 2018 год, выручка Elsevier была 2,5 млрд фунтов стерлингов. При этом скорректированная операционная прибыль выросла на 2 % в годовом исчислении до 942 млн фунтов стерлингов, что привело к повышению доходности до 37,1 %.
С появлением интернета затраты на публикацию научных работ заметно сократились, однако журнальная система не претерпела практически никаких изменений. Учёные самостоятельно проводят исследовательскую работу, в основном за счёт финансируемых государством проектов, и бесплатно передают права на публикацию изданиям. В свою очередь, издательства оплачивают труд научных редакторов, которые принимают первоначальное решение о качестве работы и отправляют её на последующее рецензирование двумя добровольными экспертами. При положительных рецензиях работа отправляется на корректуру. Рецензирование занимает несколько месяцев, а полный процесс публикации — несколько лет. В результате, к моменту публикации готовой статьи представленные научные данные могут устареть. После выхода статьи издательства продают труды финансируемым государством институциональным и университетским библиотекам. В 2020 году прочтение одной статьи Elsevier или Springer Publishing стоило больше 30 долларов, при этом полученная выручка целиком достаётся издательству. Чаще всего доступ к научным публикациям осуществляется через систему годовых подписок, которые оформляют университеты. Стоимость годовой подписки на один журнал может составлять от 3 до 20 тысяч долларов. Высокие цены вынудили многие университеты отказаться от продления подписок. Так, в 2012 году Гарвардский университет призвал своих сотрудников публиковать работы в журналах с открытым доступом — годовая подписка на научные журналы обходилась университету в 3,5 млн долларов. В 2019 году Калифорнийский университет объявил о прекращении годовой подписки на издания Elsevier, которая обходилась ему в 10 млн долларов.

### Формирование движения
С конца 1980-х — начала 1990-х годов исследователи и публичные интеллектуалы по всему миру обсуждали необходимость внедрения принципов открытого доступа к научному знанию. Стимулом к этому стали растущие цены на журнальные подписки — только с 1975 по 1995 год они выросли на 200—300 % сверх инфляции.
В 1991 году физик Пол Гинспарг создал электронный архив arXiv при Лос-Аламосской национальной лаборатории для публикации в открытом доступе препринтов по физике. В это же время за открытый доступ к научным работам стали выступать директор Гарвардского офиса по научным коммуникациям Петер Субер и учёный-когнитивист Стеван Харнад.
В феврале 2001 года будапештский Институт «Открытое общество» организовал конференцию, посвящённую принципам открытого доступа и ставшую одним из основополагающих событий движения за открытый доступ. По её результатам была принята Будапештская инициатива открытого доступа (англ. Budapest Open Access Initiative), которую поддержали более 300 организаций со всего мира. За конференцией последовало заявление 2002 года об открытом доступе к науке, сделанное Институтом «Открытое общество», Public Library of Science и SPARC. Будапештская инициатива определила термин открытый доступ и обозначила пути его достижения, которые легли в основу движения. В 2003 году были опубликованы две другие декларации об открытом доступе. В апреле
Медицинский институт Ховарда Хьюза провёл конференцию, по итогам которой было выпущено Бетесдское заявление об открытом доступе к публикациям; а в октябре Общество Макса Планка в Берлине совместно с крупными немецкими и международными академическими организациями подписали Берлинскую декларацию об открытом доступе к знаниям в области естественных и гуманитарных наук (Berlin Declaration on Open Access to Knowledge in the Sciences and Humanities). Эти три декларации составляют основу современного движения за открытый доступ.
В это же время стало появляться всё больше журналов, предлагающих авторам публикацию в открытом доступе. За этим последовало внедрение принципов открытой науки на государственном уровне. Были созданы институты и аналитические центры, работающие по внедрению принципов открытой науки в жизнь, такие как Ronin Institute, Center for Open Science (Центр открытой науки), openscienceASAP, Институт открытых данных в Великобритании, Patient-Centered Outcomes Research Institute, Фонд Лауры и Джона Арнольдов. В 2013 году министры науки стран G8 официально одобрили политику поощрения принципов открытой науки. В 2014 году Европейская комиссия провела общественное голосование «Science in Transition», по которому большинство респондентов проголосовали за использование термина «Открытая наука» для обозначения политики по развитию открытой научной деятельности, сотрудничества, обмена данными и научными результатами.
В мае 2016 года Совет Европейского союза заявил, что все научные статьи должны быть «в свободном доступе» к 2020 году. Это, в свою очередь, привело к включению принципов открытой науки в программу «Видение Европы» в 2016 году. Помимо этого, необходимость внедрения принципов открытой науки признаётся и международными организациями по всему миру, в том числе Европейской комиссией, Европейским парламентом, Европейским советом, Организацией экономического сотрудничества и развития, ООН, Всемирным банком. Эти организации призывают к принципам свободной науки для борьбы с такими глобальными проблемами, как изменение климата, чрезвычайные ситуации в области здравоохранения, обеспечение устойчивого развития и рост энергоэффективности. По их мнению, открытый доступ к научной информации и разработкам ускорит обмен данными и приведет к более быстрому поиску решений глобальных проблем.

### Философия
Философию движения часто связывают с трудами социолога Роберта Мертона, работавшего над вопросами ценности научного знания. В 1942 году Мертон заявил, что результаты научных исследований являются общественной собственностью, а целью работы учёных является внесение вклада в «общий котёл», что подразумевает отказ от прав интеллектуальной собственности ради развития коллективного знания.
Важной частью философской составляющей движения является понятие «открытости», как индуктивному так и эмпирическому познанию. Учёные должны быть открыты критике, интерпретации, институционализированному равноправному производству знания, сотрудничеству для создания интеллектуальной собственности.

## Подходы
Всего выделяют пять основных подходов к принципам открытой науки.
Сторонники публичного подхода считают, что научные открытия являются достоянием общественности. Благодаря доступу и популяризации широкие круги населения перестают воспринимать науку как узкую специализацию и больше ей интересуются. Сторонников публичной науки разделяют на поддерживающих доступность исследовательского процесса и производства знаний, а также считающих, что результаты и язык исследований должны быть более понятны широкой аудитории.
Сторонники демократического подхода к открытой науке считают, что принципиально важен открытый доступ к продуктам исследования — публикациям, научным данным, графическим материалам, мультимедийным проектам. Внутри демократической школы также выделяют два основных подхода — открытый доступ к исследовательским публикациям и открытым данным.
Прагматический подход понимает открытую науку как как эффективный метод распространения знаний. Его последователи рассматривают науку как процесс, требующий максимальной прозрачности. Помимо этого, сторонники прагматического подхода призывают к расширению сотрудничества и научной коллаборации между исследователями.
Инфраструктурный подход рассматривает открытую науку как технологический вызов. Литература в рамках этого подхода ориентирована на практическое применение принципов и технологических требований, которые позволяют облегчить исследовательскую деятельность.
Некоторые исследователи рассматривают открытую науку с точки зрения того, как качество работ будет измеряться с введением новых стандартов. Сторонники измерительного подхода к открытой науке критикуют существующую систему за затяжной процесс рецензирования в традиционных журналах и редкое использование подходящего для импакт-фактора формата в современных онлайн-журналах и блогах.

## Принципы

### Открытый доступ
Зачастую понятия открытый доступ и открытая наука используют как синонимы. Однако термин открытый доступ характеризует устранение ценовых и разрешительных барьеров для получения доступа к рецензируемым научным исследованиям. «Открытый доступ» к исследованию означает возможность его нахождения в цифровом виде для воспроизводства и копирования.
Выделяют «золотой», «зелёный» и «гибридный» пути к открытому доступу. Под «зелёным» понимают метод депонирования. В этом случае исследователь продолжает публиковаться в журналах с закрытым доступом, однако при этом выгружает препринт или полноценную версию работы в открытый репозиторий. При золотом пути авторы изначально публикуют работы в открытом доступе благодаря спонсированию через гранты, научные институты или университеты. Третий путь является гибридным и относится к ситуациям, когда журналы разрешают свободный доступ к статьям через какое-то время после публикации (или эмбарго).

### Открытая методология
Цель движения за открытую методологию — публикация исследователями точных методов, дизайна и инструментов исследования. Одна из наиболее устоявшихся практик — введение открытого программного обеспечения, позволяющего использовать общедоступный код для написания других программ. Некоторые известные программы с открытым исходным кодом включают браузер Mozilla Firefox, программный пакет LaTeX для форматирования текста или Zotero для управления ссылками. Другим примером является использование Open-notebook science для публичной документации исследовательской работы.

### Открытые данные
Движение за открытые данные стремится к размещению в открытом доступе не только результаты исследований, но и данные, на основе которых они сделаны. Согласно лауреату Нобелевской премии по экономике Элионор Остром, открытые данные являются новым видом общественного блага. Основным препятствием к внедрению практики является большой размер баз данных. По этой причине всё больше институтов и организаций стараются предоставлять внутренние сервера для их публикаций. Чтобы упростить поиск и использование данных исследований на международном уровне, было создано несколько специализированных порталов. В их число входит European Open Science Cloud, который используют для поиска данных исследований, проводившихся в странах-членах ЕС.
Одним из первых проектов с открытым доступом к данным стал проект «Геном человека» в 1990 году. Исследование проводилось под руководством биолога Джеймса Уотсона и под эгидой Национальных институтов здравоохранения США. «Геном человека» стал самым масштабным примером международного сотрудничества в сфере биологии. Открытия привели к революционным изменениям в медицине и технологиях секвенирования, благодаря которым учёные смогли расшифровать геном человека менее чем за 15 лет.

### Открытые образовательные ресурсы
Движение за открытые образовательные ресурсы выступает за свободный доступ к образовательным материалам, их публикацию в интернете для повторного использования, редактирования и распространения бесплатно или за небольшую плату. Образовательные ресурсы могут быть опубликованы как учебными и научными организациями, информационными агентствами, так и профессиональными объединениями и межправительственными структурами. Одной из самых первых подобных инициатив стал проект MIT OpenCourseWare Массачусетского технологического университета, который бесплатно выкладывал записи своих курсов в интернет для борьбы с неравным доступом к знанию. Впоследствии благодаря поддержке ЮНЕСКО был создан консорциум OpenCourseWare, в котором участвуют более 150 крупнейших университетов из 21 страны мира. Они предоставляют в открытый доступ учебные материалы, которые предлагаются бесплатно по лицензии Creative Commons. Созданный в 2007 году портал OER Commons предоставляет поисковую систему для открытых образовательных ресурсов.

### Открытое рецензирование
Открытое рецензирование является альтернативой общепринятой системе анонимного рецензирования. Сторонники подхода выступают за полное разглашение имен рецензентов и авторов работы, а также последующее издание рецензий вместе с публикацией. Подход исключает несправедливую оценку или задержку задержки работы со стороны рецензента. Одна из платформ для открытой экспертной оценки — PubPeer.

## Влияние

### На публикационный процесс
По состоянию на январь 2021 года, в Каталоге журналов открытого доступа было зарегистрировано 15 825 наименований. Следование принципам открытой науки также все чаще становится критерием при приёме на работу учёных, например, на факультет психологии Мюнхенского университета.
Помимо этого, открытый доступ к научным публикациям повышает уровень воспроизводимости исследований — одного из самых важных критериев научности знания. В 2015 году группа психологов во главе с Брайаном Ноузеком попыталась воспроизвести сто известных исследований из разных отраслей психологии, результаты которых были опубликованы в ведущих экспертных журналах. Команде удалось воспроизвести только 39 % экспериментов с более-менее близкими результатами. Статистически значимый результат был получен только в 36 %, а уровень значимости был примерно в два раза ниже задекларированного в статьях. Ряд учёных впоследствии предположил, что невоспроизводимыми могут быть до 80 % от всех исследований в области психологии. «Кризис невоспроизводимости» вызвал многочисленные дебаты среди учёных, которые стали искать возможность повысить надёжность публикуемых исследований. Например, использование открытого доступа, который позволит улучшить кооперацию между исследователями и повысить уровень экспертной оценки.
Благодаря распространению принципов открытой науки появился новый формат научных публикаций — пререгистрированные исследования. Следуя этой модели, авторы посылают работу на рецензию не на этапе интерпретации полученных результатов, а на этапе планирования эксперимента. Таким образом, сторонние эксперты оценивают дизайн научного исследования, размер выборки, а также планируемую статистическую обработку данных. При положительных рецензиях журнал выдаёт авторам «принципиальное согласие на публикацию» (in-principle-acceptance) — обещание напечатать статью, если авторы проведут работу согласно одобренному плану. По состоянию на 2019-й, публикации в форме заявленных исследований были доступны уже более чем в ста международных журналах.
Открытая публикация исследовательских отчётов позволяет более тщательно подходить к вопросу рецензирования. Например, статья, опубликованная группой астробиологов NASA в 2010 году в журнале Science, сообщала о новой бактерии под названием GFAJ-1, которая якобы использовала в своём метаболизме мышьяк (в отличие от других ранее известных форм жизни). Это открытие, равно как и утверждение NASA о влиянии публикации на исследования доказательств внеземной жизни" подверглись широкой критике научного сообщества. Её критика нередко высказывалась на публичных форумах, таких как Twitter, где сотни учёных и заинтересованных лиц создали хештег #arseniclife. Рози Редфилд, астробиолог из университета Британской Колумбии, одна из наиболее активных критиков исследования команды NASA, также подала заявку на публикацию чернового отчёта об исследовании, проведённого ей вместе с коллегами, в хранилище данных открытых исследований arXiv и в блоге своей лаборатории пригласила учёных отрецензировать как их собственное исследование, так и проведенное группой NASA.
В 2017 году издание Springer Nature опубликовало сравнительный анализ данных об использовании научных книг, находящихся в открытом и закрытом доступе. Согласно документу, пользователи в семь раз чаще скачивали книги с открытым доступом. Количество их цитирований на 50 % больше, чем у книг в закрытом доступе. В 2009 году исследование учёных из Университета Лафборо также показало преимущество в цитировании статей в открытом доступе. Исследования 2008 года показали, что за первые шесть месяцев после публикации статьи в открытом доступе скачивали на 89 % чаще, чем статьи, доступные по институциональным подпискам.

### На образование
Переход к открытой науке привёл к разработке и распространению нового формата учебного контента. В то же время разработка современных учебных материалов сопровождается изменением формата их публикации. Доля свободно доступных, тщательно отобранных и открытых лицензированных ресурсов для преподавания и обучения постоянно увеличивается.

### На политику
Принципы открытой науки лежат в основе концепции развития Европейского союза начиная с 2006 года, в том числе и в 8-й рамочной программе по развитию научных исследований и технологий или «Горизонт 2020». Согласно принятому плану, открытый доступ является обязательным для всех финансируемых Европейским союзом исследований. В 2016 году в рамках заседания Совета по конкурентоспособности входящему в состав Совета Европейского союза, было принято решение о переходе в открытый доступ всех научных публикаций, произведённых на территории Европы, в том числе и на средства граждан, то есть не вследствие реализации частного капитал или персональных грантов..
В 2016 году Европейский союз выпустил несколько документов, посвящённых развитию науки в эпоху цифровых технологий. Среди прочего, было принято решение о создании Европейского облачного сервиса «Открытая наука» (European Open Science Cloud) — портала для хранения, управления, анализа и повторного использования научных данных в исследовательских, инновационных и образовательных целях. Лёгкий доступ позволил ускорить научные открытия при помощи технологий big data. На проект было потрачено 6,7 миллиарда евро. Запуск портала состоялся 23 ноября 2020 года. В этом же году Европейская комиссия утвердила создание Open Science Policy Platform — группы из 25 экспертов для разработки и реализации политики открытой науки.
В сентябре 2018 года под эгидой Science Europe и при поддержке Европейского исследовательского совета был выпущен «План S» — радикальная инициатива, требующая от учёных, финансируемых Science Europe, публикацию работ в журналах с открытым доступом. К коалиции также присоединились Всемирная организация здравоохранения, Wellcome Trust, Фонд Билла и Мелинды Гейтс, а также 17 европейских национальных спонсоров. Впоследствии старт проекта был перенесён с 2020 на 2021 год. Согласно плану, всем входящим в Коалицию S организациям к 2020 году было необходимо изменить условия выдачи грантов, чтобы получающие финансирование исследователи имели возможность открыть доступ к своим публикациям. «План S» запрещает не только публикации в журналах с платной подпиской, но и в «гибридных» журналах, которые делают научные статьи бесплатными для чтения, если авторы вносят предоплату. «План S» сфокусировал своё внимание на радикальном переходе по «золотому» пути к открытому доступу. Согласно этому пути, исследователи оплачивают за счёт грантов публикацию в открытом доступе. Его цена может достигать нескольких тысяч долларов за публикацию.
В 2018 году Европейская комиссия запустила проект Open Science Monitor для мониторинга оценки влияния принципов открытой науки и его масштаба. Субподрядчиком проекта стало издательство Elsevier, что вызвало критику со стороны медиа и активистов движения.
24 марта 2021 года был запущен портал Open Research Europe — платформа, позволяющая получателям грантов Евросоюза публиковать результаты своей работы в свободном доступе. Портал создан для ускорения потока научной информации, полученной по итогам семилетней программы «Горизонт 2020». Согласно правилам платформы, исследователи будут публиковать свои работы без предварительного одобрения редакторов. После публикации все статьи будут отрецензированы, а имена рецензентов и содержание отзывов будут добавлены на сайт в открытом доступе. Работу платформы будет контролировать издательство открытой науки F1000 Research, а Европейская комиссия будет оплачивать расходы, связанные с обработкой статей.
Наследием Будапештской и Берлинской деклараций об открытом доступе стал Мандат открытого доступа — политика, требующая от исследователей сделать свои статьи открытыми через архивирование их в открытых репозиториях. По состоянию на апрель 2017 года мандаты открытого доступа приняло более чем 860 исследовательских и спонсорских организаций по всему миру. В январе 2020 года стало известно, что более 125 издателей научных журналов подписали открытое письмо на имя действовавшего президента Дональда Трампа с просьбой отложить принятие политики открытого доступа. Предполагаемое введение мандата в США вызвало многочисленные споры между Коалицией научного издательства и академических ресурсов (Scholarly Publishing and Academic Resources Coalition), выступавшей в интересах университетских библиотек США, и Ассоциацией американских издательств (Association of American Publishers), заявлявшей о непоправимом вреде значительного сектора экономики страны.
en:Michael Eisen, основатель en:Public Library of Science, описал эту систему так: «налогоплательщики, которые уже уплатили за исследования, должны снова платить за то, чтобы ознакомиться с результатами».
В декабре 2011 г. в США был выдвинут законопроект en:Research Works Act, предлагавший запретить федеральным агентствам выдавать гранты, содержащие условие о том, что статьи, в которых сообщается об исследованиях, финансировавшихся из публичных средств, должны быть доступны в Интернете. Даррелл Айса (en:Durrell Issa), один из инициаторов законопроекта, в его поддержку заявил: «Исследование, финансируемое из публичных фондов, является и должно впредь оставаться совершенно доступным для публики. Мы также должны защитить прибавочную стоимость, которая добавляется к этим исследованиям частным сектором, и обеспечить, чтобы и в дальнейшем существовало активное сообщество как коммерческих, так и не ориентированных на прибыль исследователей». В ответ на данный законопроект ряд исследователей выступили с протестами. Среди протестных мероприятий заметную роль сыграл бойкот издательства Elsevier, получивший название «Стоимость знания» (en:The Cost of Knowledge).
В январе 2016 года Вице-президент США Джо Байден объявил о запуске открытой базы данных об онкологических заболеваниях The Genomic Data Commons под эгидой Национального института онкологии. Она позволит исследователям лучше понять болезнь и разработать более эффективные методы лечения. В январе 2021 года стало известно, что директором по информационным технологиям Белого дома был назначен Дэвид Рекордон — в прошлом разработчик программ с открытым исходным кодом. Впоследствии администрация президента Байдена опубликовала указ о научной честности, главным принципом которой стала необходимость применения принципов доказательной политики. Согласно указу, в США была также создана новая должность «Руководитель по науке».
В 2020 году Индия объявила, что планирует сделать научную литературу доступной для всех через введение общенациональной подписки на журналы.

### На общество
Открытая наука имеет большой потенциал для демократизации исследований и снижения неравного доступа к научному знанию. Открытая наука снижает барьеры и увеличивает возможности для участия исследователей из стран третьего мира.

### На эпидемии
Геморрагическая лихорадка Эбола
В 2015 году в The New York Times было опубликовано письмо группы исследователей в области здравоохранения, включая главного врача Либерии. Согласно опубликованному документу, эпидемию лихорадки Эболы можно было избежать, если бы не существующая система платного доступа к научным исследованиям. Учёные обнаружили ряд работ, опубликованных в 1980-е годы, предупреждающих о возможной вспышке вируса Эболы в районе Либерии. Однако из-за закрытого доступа работы не получили должного внимания.
COVID-19
Всего спустя месяц после начала эпидемии COVID-19 в провинции Ухань исследовательская группа из Шанхайского клинического центра общественного здравоохранения опубликовала в открытом доступе журнала The Lancet полный вариант генома COVID-19. При аналогичной ситуации со вспышкой атипичной пневмонии в 2002—2003 годах публикация генома заняла пять месяцев. В январе 2020 года 117 организаций, включая журналы, финансируемые органами и центрами по профилактике заболеваний, подписали заявление под названием «Обмен данными исследований и выводами, относящимися к вспышке нового коронавируса». Они обязались предоставить незамедлительный открытый доступ к рецензируемым публикациям по теме. Другим требованием стало сделать результаты исследований доступными через серверы препринтов, а также немедленно передавать результаты исследований во Всемирную организацию здравоохранения (ВОЗ). Следуя этим обязательствам, ряд ведущих издателей и журналов предоставили открытый доступ к публикациям. Помимо этого, доступны многочисленные сервера для обмена эпидемиологическими, клиническими и геномными данными. CORD-19 (COVID-19 Open Research Dataset) содержит более 57 000 записей о COVID-19 и связанных с ним коронавирусах.
ООН также призывал обеспечить свободный доступ к авторитетной научной информации и исследованиям по COVID-19. Это должно было ускорить исследования по созданию эффективной вакцины против вируса и помочь противостоять дезинформации. В октябре 2020 года глава ВОЗ Тедрос Аданом Гебреисус, Верховный комиссар ООН по правам человека Мишель Бачелет и Генеральный директор ЮНЕСКО Одрэ Азулай призвали сделать науку «открытой». По их мнению, это «фундаментальный вопрос прав человека» — передовые технологии и открытия должны быть доступны тем, кто в них больше всего нуждается.

## Критика
Финансовая сторона вопроса
Сторонники принципов открытой науки утверждают, что государственные субсидии должны обеспечивать финансовую базу. Вложения будут окупаться благодаря прибавочной стоимости, создаваемой потребителями, через появление новых инновационных продуктов, которые приведут к повышению корпоративных доходов и налоговых поступлений. Однако критики указывают на отсутствие должного внимания к финансовой стороне вопроса — чтобы обеспечить открытый доступ к публикациям и базам данных, требуются значительные затраты. Подобная модель может быть эффективна для крупных баз данных, но не рентабельна для небольших. Для открытой публикации данных требуется соответствующая технологическая инфраструктура, в том числе и программное обеспечение, компьютеры большой мощности и крупные облачные хранилища, доступ к которым зачастую ограничен для сотрудников небольших университетов и исследователей из стран третьего мира.
Неравенство
Сторонников открытой науки также критикуют за излишнюю оптимистичность в вопросе потенциальной демократизации знания просто за счёт открытия доступа к публикациям и базам данных. Считается, что слишком небольшой процент населения имеет доступ к необходимому программному обеспечению и обладает достаточным уровнем знания, чтобы критически проанализировать научные базы данных и существенно повлиять на дебаты. Таким образом, открытый доступ к данным позволит расширить права и возможности привилегированной группы (к которым относятся учёные), но увеличит неравенство к доступу информации. Более того, загружая базы данных в облачные хранилища, исследователи зачастую не структурируют их, что делает информацию недоступной для анализа другими пользователями. Чем больше людей публикуют свои данные, тем сложнее их обработка и систематизация. Кроме того, при увеличении массива данных повышается и доля низкокачественной информации.
В некоторых случаях движение за открытые данные продвигают большие корпорации, которые спонсируют подобные проекты для получения доступа к дорогостоящим данным для своей выгоды.
Возможное использование науки во вред
Полное открытие доступа к научным публикациям и исследовательским данным может привести к злоупотреблению информацией. Так, в 2009 году украденная электронная переписка учёных о климатических исследованиях была односторонне интерпретирована критиками теории антропогенного глобального потепления. В 2011 году нидерландские исследователи заявили о своём намерении опубликовать в журнале Science статью с описанием создания штамма вируса H5N1, который мог легко передаваться между фретками — животными, чья реакция на вирус в наибольшей степени напоминала человеческую. Заявление вызвало скандал как среди политиков, так и среди учёных по поводу этических последствий публикации научных данных, которые могут использоваться для создания биологического оружия. В 2009 году NASA запустила аппарат «Кеплер» и пообещала обнародовать собранные им данные в июне 2010-го. Позднее было принято решение задержать публикацию. Причиной для этого послужило опасение, что неспециалисты могут неверно интерпретировать опубликованные данные и исказить их неточным цитированием.

## Инфраструктура открытой науки

### Репозитории
Репозитории являются альтернативным способом распространения научных публикаций. Их главным преимуществом является скорость распространения результатов и, соответственно, увеличение цитирований. Так, от 69 до 84 % работ в сфере физики получают первые цитирования ещё до публикации в журнале.
В 1991 году была запущена крупнейшая платформа для публикации препринтов arXiv, которая на 2019 год содержала около 1,4 млн публикаций. Похожая инициатива была создана для хранения работ в области биологии (bioRxiv), социальных и экономических наук (SocArXiv). Помимо тематических, существуют и институциональные репозитории препринтов, создаваемых отдельными университетами. Для хранения и объединения данных были созданы такие платформы как OpenDOAR, осуществляющая поиск по 3520 репозиториям, а также Registry of Open Access Repositories (ROAR).
В 2018 году российская электронная библиотека «КиберЛенинка» вошла в пятёрку лучших электронных библиотек научных публикаций согласно рейтингу, составленному наукометрической лабораторией Cybermetrics Lab. Рейтинг оценивает, сколько научных статей находит поисковая система Академия Google в каждой отдельной электронной библиотеке. От этого параметра зависит видимость платформ в интернете и её значимость в распространении информации. Первое место в рейтинге того года заняла китайская платформа CNKI. Другим крупным репозиторием является портал PubMed — англоязычная текстовая база данных медицинских и биологических публикаций, созданная Национальным центром биотехнологической информации (NCBI) США на основе раздела «биотехнология» Национальной медицинской библиотеки США. PubMed публикует в открытом доступе статьи по медицине, стоматологии, ветеринарии, общем здравоохранении, психологии, биологии, генетике, биохимии, цитологии, биотехнологии, биомедицине.

### Журналы открытого доступа
По состоянию на 2019 год, 10-15 % журналов находилось в открытом доступе. Помимо предоставления возможности печати в открытом доступе, существуют полностью открытые онлайн журналы. Одним из первых журналов открытого доступа стал PLOS One, основанный Public Library of Science. Все статьи имеют лицензию Creative Commons. По состоянию на 2017 год, в PLOS One было опубликовано более 200 тысяч статей. Public Knowledge Project создала проект Open Journal Systems (OJS), распространяемый на условиях открытой лицензии программного обеспечения. Помимо этого, журнал предлагает гранты на покрытие расходов на публикацию для авторов из стран третьего мира. Примером инновационной платформы служит также Research Ideas and Outcomes открывающий доступ не только к научным статьям, но и ко всей сопроводительной информации.

### Научные социальные сети
Существуют научные социальные сети, помогающие распространять неопубликованные рукописи, презентации, постеры. Общение на таких платформах также позволяет исследователям делиться мнениями и задавать вопросы экспертному сообществу. Одними из самых крупных социальных сетей для исследователей являются ResearchGate и Academia.edu.
Сервисы Open Access Button и Unpaywall создают новые возможности для внедрения «зелёного пути» открытого доступа. Читатели устанавливают в браузер кнопку «открытый доступ», которая, в случае невозможности получения доступа к статье, отправляет авторам запрос и инструкции по размещению публикации в репозитории. Приложение для браузера «Unpaywall» активирует поиск задепонированной статьи в открытом доступе, в случае если пользователь сталкивается с невозможностью прочитать её на сайте издателя подписного журнала.

### Некоммерческие организации
Одной из крупнейших некоммерческих организаций в сфере развития открытой науки является Center for Open Science (Центр открытой науки), расположенный в Шарлотсвилле. Исследователи центра работают над вопросами воспроизводимости науки и проектом открытого программного обеспечения Open Science Framework. Организация ориентирована на реализацию принципов открытых данных для общества и распространяет знания для гражданского общества и решения социальных проблем. Центр открытой науки также разрабатывает Глобальный индекс открытых данных (Global Open Data Index), оценивающий открытые правительственные данные.
Electronic Information for Libraries (EIFL) — некоммерческая организация, которая работает с библиотеками по всему миру. Сеть EIFL включает библиотечные консорциумы из более 3000 библиотек в 47 странах Африки, Азии и Европы. Другой крупной организацией в сфере международного библиотечного сотрудничества является Международная федерация библиотечных ассоциаций и учреждений.
Общество Макса Планка в 2020 году приняло стратегию в рамках инициативы Open Access 2020. Стратегия направлена на передачу средств, ранее используемых на научные подписки, на публикацию в открытом доступе особо значимых для общества работ. Общество Макса Планка и некоммерческое научное издательство Американского института физики заключили совместное соглашение «читай и публикуй».
Public Knowledge Project является исследовательским проектом, деятельность которого направлена на продвижение идей открытой науки. В рамках проекта были созданы системы Open Journal Systems и Open Conference Systems. При поддержке проекта Public Knowledge Project ведётся работа по созданию сервера препринтов стран Латинской Америки Scielo Preprints.

### Пиратские библиотеки
В 2011 году исследовательница Александра Элбакян запустила Sci-Hub — платформу по обходу платного доступа к публикациям. Sci-Hub выступает за борьбу с неравенством и корпоративными интересами в сфере доступа к научным публикациям: когда учёные вынуждены платить издательствам за публикацию, а читатели — за доступ к статье. Проект поддерживает открытый доступ к научным публикациям и создание альтернативного пространства производства знания. По состоянию на март 2017 года, база данных Sci-Hub содержала 68,9 % из 81,6 миллиона научных статей, зарегистрированных в агентстве регистрации Crossref, и 85,1 % статей, опубликованных в журналах с платным доступом. В декабре 2016 года одно из самых авторитетных научных изданий Nature включил Элбакян в десятку людей, оказавших наиболее существенное влияние на науку.
Другой крупной платформой по обходу платного доступа является Library Genesis или LibGen. Это онлайн-хранилище, которое предоставляет бесплатный доступ к пиратским коллекциям и миллионам защищённых авторским правом произведениям, в основном научной тематики. Портал был создан в 2008 году, предположительно, группой российских учёных. До 2011 года коллекция LibGen росла в основном благодаря копированию других российских интернет-архивов и интеграции около полумиллиона англоязычных работ крупной интернет-библиотеки Library.nu (или Gigapedia), закрытой в 2012 году. Начиная с 2013 года рост коллекции LibGen осуществляется через интеграцию электронных текстовых репозиториев, созданных издателями. Большинство работ представлены на русском и английском языках, однако начиная с 2013 года в коллекцию стали добавлять труды на немецком, итальянском, испанском и французском языках.

## Ситуация в России
Россия занимает десятое место в мире по расходам, выделяемым на развитие науки. Согласно данным Института статистических исследований и экономики знаний НИУ ВШЭ, в 2018 году внутренние затраты на исследования и разработки составляли 39,9 млрд долларов. В том же году Россия заняла десятое место по числу публикаций в научных изданиях. С 2019 по 2020 год в России действовал проект «Открытая наука» — продолжение проекта «Национальный агрегатор открытых репозиториев российских университетов», реализованные на средства Фонда президентских грантов. Деятельность «Открытой науки» была направлена на развитие отрасли открытых репозиториев вокруг уже существующей платформы-агрегатора Openrepository.ru (НОРА).
В 2016 году, единственной организацией в России, подписавшей Берлинскую декларацию об открытом доступе к научному и гуманитарному знанию, стал Белгородский государственный национальный исследовательский университет.